# Dolní Město
Dolní Město (deutsch Unterstadt) ist eine Gemeinde in Tschechien. Sie liegt zehn Kilometer nördlich von Humpolec und gehört zum Okres Havlíčkův Brod.

## Geographie

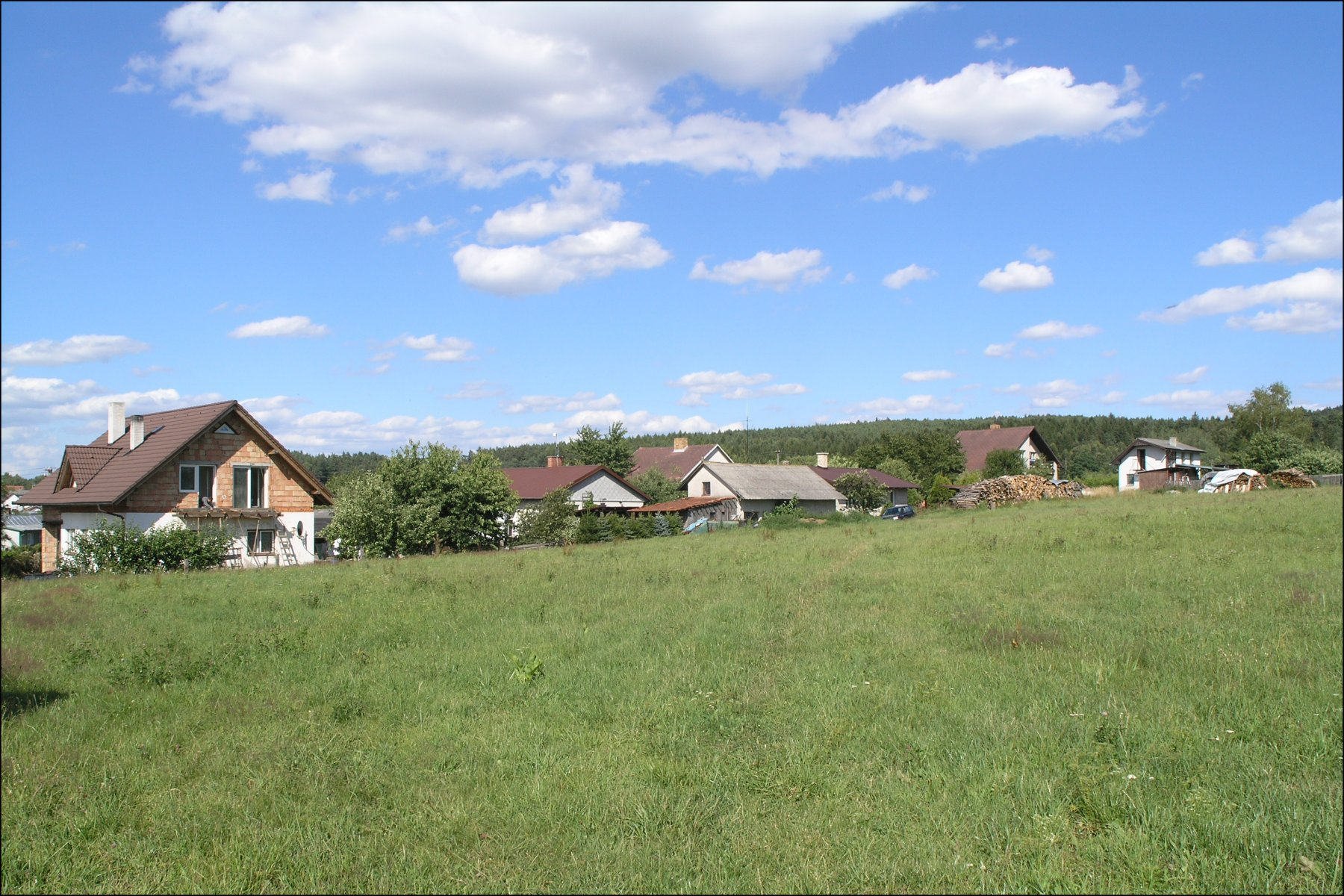
Dolni Mesto

Dolní Město befindet sich im Tal des Pstružný potok im Hügelland an der oberen Sázava, einem Teilgebiet der Böhmisch-Mährischen Höhe im Grenzgebiet Böhmens zu Mähren. Südöstlich erhebt sich der Holý vrch (620 m) und im Nordwesten der Melechov (707 m).
Nachbarorte sind Kochánov im Norden, Radostovice im Nordosten, Broumova Lhota und Vilémovec im Osten, Lipnice nad Sázavou im Südosten, Kejžlice, Řečice und Bystrá im Süden, Křepiny im Südwesten, Loukov im Westen sowie Meziklasí und Smrčensko im Nordwesten.

## Geschichte
Der zum Besitz des Prämonstratenserklosters Želiv gehörige Ort entstand zu Beginn des 13. Jahrhunderts und wurde 1226 als Lipnice erstmals urkundlich erwähnt. Nachdem zu Beginn des 14. Jahrhunderts die Burg Lipnice und an deren Fuße ein neuer Ort gegründet worden war, wurde dieser als Horní Lipnice und der ältere Ort als Dolní Lipnice bezeichnet.
Um das Jahr 1346 brannte Dolní Lipnice nieder. Durch seine Lage an einer wichtigen Handelsverbindung die über Dolní Lipnice nach Horní Lipnice führte, erholte sich der Markt recht bald wieder. Während der Hussitenkriege gingen die Marktrechte verloren und ab 1452 wurde der Ort als Dorf Stará Lipnice bezeichnet. Im 16. Jahrhundert erhielt der Ort den neuen Namen Dolejší Město und seit 1634 trägt er den Namen Dolní Město. Der Dreißigjährige Krieg brachte einen weiteren Niedergang, in der berní rula wurden 16 der 26 Anwesen als wüst ausgewiesen.
Zum Ende des 18. Jahrhunderts begann eine Zeit des Aufschwunges. Bis 1843 stieg die Zahl der Häuser auf 103 an und die Einwohnerzahl wuchs auf 796 an. 1910 erreichte Dolní Město mit 1049 Einwohnern die höchste Bewohnerzahl seiner Geschichte. 1921 lebten in den 157 Häusern 997 Menschen. Nach dem Zweiten Weltkrieg wuchs der Ort weiter und es wurde ein neuer Marktplatz sowie eine Einfamilienhaussiedlung angelegt. 1991 bestand der Ort aus 254 Häusern.

## Gemeindegliederung
Die Gemeinde Dolní Město besteht aus den Ortsteilen Dobrá Voda Lipnická (Gutwasser b. Lipnitz), Dolní Město (Unterstadt), Loukov (Laukau), Meziklasí (Mesiklas), Rejčkov (Reitschkau) und Smrčensko (Smertschensko).

## Sehenswürdigkeiten
- Kirche St. Martin, der gotische Bau aus dem 13. Jahrhundert war ursprünglich Johannes dem Täufer geweiht.
- Kirche St. Margarethe in Loukov, das Gotteshaus entstand um 1300 und wurde 1346 im Testament des Pertolt von Lípa als Kirche St. Georg erstmals urkundlich erwähnt.